# Kopalina (powiat kluczborski)
Kopalina – osada w Polsce położona w województwie opolskim, w powiecie kluczborskim, w gminie Lasowice Wielkie.

## Nazwa
Według Heinricha Adamy'ego nazwa pochodzi od polskiej nazwy surowca o znaczeniu gospodarczym wydobywanego z ziemi - "kopaliny". W swoim dziele o nazwach miejscowych na Śląsku wydanym w 1888 roku we Wrocławiu wymienia on jako najstarszą zanotowaną nazwę miejscowości w obecnej polskiej formie Kopalina podając jej znaczenie "Grabenort" czyli po polsku "Miejscowość kopania, kopalin".